# Gustav Blaeser
Gustav Blaeser, también Bläser (9 de mayo de 1813 - 20 de abril de 1874), fue un escultor alemán.

## Biografía
Nació en Düsseldorf, y en 1833 entró en el estudio de Christian Daniel Rauch, con quien permaneció once años. En 1845 se trasladó a Roma, de donde fue llamado a Berlín para diseñar un grupo de ocho estatuas de mármol para adornar el Schlossbrücke (Puente del Palacio), una tarea que realizó con eminente éxito. El grupo ejecutado por él, con el título de “Minerva Liderando a un Joven Guerrero a la Batalla,” está considerado el mejor de la serie. Sus subsiguientes trabajos incluyen: “San Mateo, el Apóstol,” una estatua de colosales proporciones (Iglesia de Helsingfors); “El Profeta Daniel” (Palacio Real, Berlín); “Borussia” (Nuevo Museo, Berlín); la estatua ecuestre de Federico Guillermo IV (Puente sobre el Rin, Colonia); “Hospitalidad” (Galería Nacional, Berlín); y bustos del emperador Guillermo I, la emperatriz de Rusia, von Alvensleben, von der Heydt, Alexander von Humboldt, Rauch, Abraham Lincoln (Washington D. C.), y muchos otros.